# دنیز اوسالیوان
دنیز اوسالیوان (انگلیسی: Denise O'Sullivan؛ زادهٔ ۴ فوریهٔ ۱۹۹۴) بازیکن فوتبال اهل جمهوری ایرلند است.
از باشگاه‌هایی که در آن بازی کرده‌است می‌توان به هیوستون دش اشاره کرد.
وی همچنین در تیم ملی فوتبال زنان جمهوری ایرلند بازی کرده‌است.